# Osiedle Arbuzowa
Osiedle Arbuzowa – osiedle mieszkaniowe w dzielnicy Mokotów w Warszawie.

## Położenie i charakterystyka
Osiedle znajduje się w stołecznej dzielnicy Mokotów, na obszarze Miejskiego Systemu Informacji Stegny. Położone jest pomiędzy aleją Wilanowską, ulicą Aleksandra Patkowskiego i ulicą Arbuzową oraz dalej – Potokiem Służewieckim. Przez jego obszar przebiegają ulice: Kazimierza Kuratowskiego i Hugona Steinhausa.
Wybudowane zostało w latach 1986–1992 na działkach o powierzchni ok. 10 hektarów. Autorami projektu architektonicznego powstałego w 1981 roku byli Jolanta Lipińska i Marek Mirski. Osiedle składa się z 22 podłużnych budynków mieszkalnych wybudowanych w technologii wielkopłytowej Wk-70. Mają one po 4 kondygnacje mieszkalne oraz mieszczą dodatkowo garaże na najniżej położonym poziomie. Znajdują się tu mieszkania w typie od M-2 do M-6 zaplanowane dla 2500 mieszkańców. Zastosowano nietypowe dla wybranej technologii docieplenia ścian osłonowych oraz murowane ściany działowe. Budynki posiadają loggie. Zabudowę uzupełnił pawilon handlowy o powierzchni 400 m². Generalnym wykonawcą był KBM „Zachód”.
Inwestorem osiedla była Spółdzielnia Mieszkaniowa „Mokotów”. W 1991 roku nastąpiły podziały podmiotu i zarządzenie przejęła nowo utworzona Spółdzielnia Mieszkaniowa „Arbuzowa”.
Spółdzielnia planowała wybudowanie kolejnego osiedla po południowej stronie Potoku Służewieckiego – Osiedla Arbuzowa-Bis. Nazwa ta funkcjonuje w nazwie miejscowego planu zagospodarowania przestrzennego osiedla Arbuzowa Bis – Rzodkiewki z 1999 roku.